# UFC 12
UFC 12: Judgement Day（ユーエフシー・トゥエルブ：ジャッジメント・デイ）は、アメリカ合衆国の総合格闘技団体「UFC」の大会の一つ。1997年2月7日、アラバマ州ドーサンのドーサン市民センターで開催された。

## 大会概要
UFCにおいて初めて階級制が導入され、新設された2つの階級のヘビー級とライト級でトーナメントが行なわれた。
メインイベントの初代UFC世界ヘビー級王座決定戦ではUFCトーナメント2連覇のマーク・コールマンがUFCスーパーファイト王者のダン・スバーンを破り、初代王者となった。なおUFCスーパーファイト王座はこの試合で廃止されUFC世界ヘビー級王座に統合された。
ヘビー級トーナメントでは、UFC初出場のビクトー・ベウフォートがトレイ・テリグマン、スコット・フェローゾを破り優勝を果たし、ライト級トーナメントではジェリー・ボーランダーがレイニー・マルチネス、ニック・サンゾーを破り優勝を果たした。
ビクトー・ベウフォートがわずか19歳でUFC初出場を果たし、なおかつ出場したヘビー級トーナメントで優勝を果たした。
高橋義生がヴァリッジ・イズマイウに勝ち、UFCにおける日本人初勝利を挙げた。
ジョー・ローガンがUFCに初登場し、バックステージでのインタビュアーとメインイベントの勝利者インタビュアーを務めた。
連邦上院議員ジョン・マケインなどの政治家からの圧力の影響で大会を開催する州と会場が決まらず、最初はニューヨーク州ナイアガラフォールズ、次にオレゴン州での開催が拒否されたため、最終的にアラバマ州の人口6万人ほどの小さな町、ドーサンでの開催となった。

## ルール改正
これまでUFCは無差別級だったが、本大会より初めて階級制が導入され、ヘビー級（200ポンド以上、90.7kg以上）とライト級（200ポンド未満、90.7kg未満）の2つの階級が設置された。

## 試合結果

### リザーブマッチ
第1試合 UFC 12ライト級トーナメント リザーブマッチ 10分1R
○  ニック・サンゾー vs.  ジャッキー・リー ×
1R 0:48 TKO（レフェリーストップ：マウントパンチ）
※サンゾーがトーナメントリザーブ権獲得
第2試合 UFC 12ヘビー級トーナメント リザーブマッチ 10分1R
○  ジャスティン・マーチン vs.  エリック・マーチン ×
1R 0:14 ヒールホールド
※マーチンがトーナメントリザーブ権獲得

### トーナメント1回戦
第3試合 UFC 12ライト級トーナメント 1回戦 15分1R
○  ジェリー・ボーランダー vs.  レイニー・マルチネス ×
1R 1:18 チョークスリーパー
※ボーランダーが決勝進出
第4試合 UFC 12ライト級トーナメント 1回戦 15分1R
○  高橋義生 vs.  ヴァリッジ・イズマイウ ×
1R終了 判定3-0
※高橋の負傷棄権によりリザーバーのサンゾーが決勝進出
第5試合 UFC 12ヘビー級トーナメント 1回戦 15分1R
○  スコット・フェローゾ vs.  ジム・ミューレン ×
1R 8:02 TKO（レフェリーストップ：グラウンドの膝蹴り）
※フェローゾが決勝進出
第6試合 UFC 12ヘビー級トーナメント 1回戦 15分1R
○  ビクトー・ベウフォート vs.  トレイ・テリグマン ×
1R 1:17 TKO（レフェリーストップ：カット）
※ベウフォートが決勝進出

### トーナメント決勝戦・王座決定戦
第7試合 UFC 12ライト級トーナメント 決勝戦 15分1R
○  ジェリー・ボーランダー vs.  ニック・サンゾー ×
1R 0:39 チョーク
※ボーランダーがトーナメント優勝
第8試合 UFC 12ヘビー級トーナメント 決勝戦 15分1R
○  ビクトー・ベウフォート vs.  スコット・フェローゾ ×
1R 0:43 TKO（レフェリーストップ：グラウンドパンチ）
※ベウフォートがトーナメント優勝
第9試合 UFC世界ヘビー級王座決定戦 20分1R
○  マーク・コールマン vs.  ダン・スバーン ×
1R 2:57 ネックロック
※コールマンが王座獲得に成功